# Legió I Martia
La Legió I Martia va ser una legió romana que només es menciona en una inscripció, avui perduda, de la que se'n conserva un dibuix. El seu nom es troba també a la Notitia Dignitatum.
La inscripció parla d'una fortalesa de la província romana de Valèria on la legió estava destinada, que va ser construïda l'any 371 en quaranta-vuit dies. És possible que aquesta legió la fundés Dioclecià. La Notitia Dignitatum la relaciona amb unes legions anomenades Martenses que formaven part de l'exèrcit d'Il·líria cap a l'any 400.